# Ceratopsyche columnata
Ceratopsyche columnata är en nattsländeart som först beskrevs av Martynov 1931.  Ceratopsyche columnata ingår i släktet Ceratopsyche och familjen ryssjenattsländor. Inga underarter finns listade i Catalogue of Life.